# Яков Урі
Яков Урі (івр. יעקב אורי, уродж. Заславський; (3 березня 1888 , Полтавська губернія  — 26 липня 1970 , Ізраїль ) — ізраїльський політик, депутат Кнесету 2-го скликання.

## Біографія
Яков Заславський народився 3 березня 1888 року у Прохорівці Полтавської губернії, Російської імперії. Його батьки — Юда і Батья Заславські.
Навчався в єшиві Херсона, іммігрував до Підмандатної Палестини 1910 року.
Вступив у Га-Поель га-цаїр, був одним із засновником поселення Нагалаль . Один із засновників мошавного руху, був редактором щомісячного видання цього руху «Тламім».
Урі був обраний до Кнесету 2-го скликання від партії МАПАЙ, працював у домашній комісії Кнесету, а також у комісії з економіки. Більше до парламенту не обирався.
Яков Урі помер у 1970 році у віці 82 років.

## Публікації[2]
- 1950 рік — Наша дорога
- 1950 — На шляху сільськогосподарських поселень
- 1951 — Коріння на Батьківщині. Подорож по поселеннях нових репатріантів
- 1959 — Дорогами Ізраїлю. Нотатки мандрівника на півдні та в країні Негев
- 1961 — Бесіди про свята в Ізраїлі